# Mark Weil
Mark Yakovlevich Weil (em russo:  Марк Яковлевич Вайль) (25 de janeiro de 1952 – 7 de setembro de 2007) foi um diretor de teatro soviético e uzbeque, fundador e diretor de arte do Teatro Ilkhom em Tashkent. Os seus pais, judeus ucranianos, chegaram ao Uzbequistão no final da década de 1930. O seu pai era um soldado, e a sua mãe tinha estudado no Instituto de Teatro em Kiev.
A sua última produção foi a tragédia grega A Oresteia; ele foi assassinado no dia anterior em que a peça estava programada para ser apresentada, e os actores foram em frente porque o show tinha que continuar. Ele foi esfaqueado até à morte no átrio de entrada para o seu bloco de apartamentos, em Tashkent. Ele teria sido atacado por dois homens desconhecidos que o atingiram na cabeça com uma garrafa e apunhalaram-no no abdómen. Os assassinos fugiram após o ataque.
O seu assassinato foi retratado num documentário da BBC Radio 4 em abril de 2008.
Em 2010, três homens foram condenados pelo assassinato de Weil. Eles disseram que o mataram em resposta à sua interpretação de Maomé em sua peça "Imitando o Corão."